# Ricardo Hurtado
Ricardo Javier Hurtado (ur. 22 sierpnia 1999) – amerykański aktor. Najbardziej znany z roli Freddy’ego ze Szkoły rocka i użyczenia głosu jako High Five w serialu Glitch Techs.

## Młodość
Hurtado urodził się w Miami na Florydzie, jako syn muzyka Ricarda Hurtado i Ofelii Ramirez, z Nikaragui. Gdy miał rok wraz z rodzicami przeprowadził się do Atlanty.

## Kariera
Rozpoczął działalność aktorską w 2016, na scenie pojawił się po raz pierwszy jako Freddy w serialu Szkoła rocka. Występuje jako Tyler Gossard w Malibu Rescue. W listopadzie 2020 ogłosił swoje zaręczyny z ZuZu Holland.

## Filmografia

### Filmy
- 2019: Malibu Rescue – Tyler Gossard
- 2020: Malibu Rescue: The Next Wave – Tyler Gossard
- 2021: Ron’s Gone Wrong – Rich Belcher
- 2022: Along for the Ride – Jake
- Zapowiedź: The Lies I Tell Myself – Elliot

### Telewizja
- 2016: Ultimate Halloween Haunted House – wspólnik Party City
- 2016-2018: Szkoła rocka – Freddy Huerta (główna rola)
- 2017: Nicky, Ricky, Dicky i Dawn – Joey Montagelli (odc. Niech to gęś kopnie)
- 2017: Nickelodeon’s Sizzling Summer Camp Special – Succotash Pete
- 2018: Cioteczka Mick – Nico (odc. Absolwentka)
- 2018: Glimpse – Malcom Reyes (odc. Analog Boy)
- 2018: Prince of Peoria – Rafael (odc. The Bro-Posal)
- 2018, 2019: Goldbergowie – Brian McMahon (2 odcinki)
- 2019: Nie ma mowy – Connor (2 odcniki)
- 2019: Malibu Rescue – Tyler Gossard (8 odcinków)
- 2019: Obóz Kikiwaka – Austin Justin (odc. On tego dokonał)
- 2019: Middle School Moguls – Finn/Fred (4 odcinki)
- 2020: Glich Techs – High Five (19 odcinków)
- 2020: Po prostu Kucek – Blake (odc. „Fan Pony/Cop Mom)
- 2021: Country Comfort – Tuck (10 odcinków)